# Yana Ugrekhelidze
Yana Ugrekhelidze (geboren 1984 in Tiflis, Georgien) ist eine georgische Filmregisseurin, Animatorin und Produzentin. Für ihre Kurzfilmarbeiten wurde sie ab 2017 mehrfach zu verschiedenen Filmfestivals wie das Internationale Leipziger Festival für Dokumentar- und Animationsfilm und die Berlinale eingeladen.

## Leben und Werk
Yana Ugrekhelidze studierte an der Universität Georgiens Linguistik und Dolmetschen. Ihren Bachelor in Kommunikationsdesign schloss sie an der Peter Behrens School of Arts in Düsseldorf ab, das Diplom in Film und Animation machte sie an der Kunsthochschule für Medien in Köln. 2017 wurde sie bei den Kurzfilmtagen in Oberhausen für ihren ersten Animationsfilm Summer Story, als Semi-Finalistin beim Student Academy Award ausgezeichnet. Mit ihrem Diplomfilm Armed Lullaby, ein dokumentarischer Animationsfilm über den Georgisch-Abchasischen Krieg, welcher das Massaker von Sochumi im Jahr 1993 zum Thema hat, gewann sie 2019 den zweiten Preis im Wettbewerb des Berliner Münzenberg-Forums in der Kategorie Film gewonnen. Ugrekhelidze hat eine eigene Produktionsfirma Fortis Fem Film.
2020 gewann sie den ECFA Short Award für Armed Lullaby im Rahmen des Int’l Women’s Film Festival.
Die Berlinale 2021 zeigt Ugrekhelidzes Dokumentarfilm Instructions for Survival in der Perspektive Deutsches Kino als Weltpremiere.
In ihren Filmen setzt sich Ugrekhelidze mit dem Begriff Heimat und deren Verlust auseinander. Mit Krieg und politischen Konflikten, welche häufig dazu führen, dass Menschen flüchten. Fluchtursachen, damit verbundene Erlebnisse, Erfahrungen, welche das Überleben in der neuen Heimat prägen, stellt sie in ihren Filmen auf verschiedenen Ebenen dar und so entsteht ein Raum für eine Auseinandersetzung, möglicherweise auch Annäherung, für diese sonst so schwer fassbaren Themen. Ugrekhelidzes Summer Story zeigt diese Form der Auseinandersetzung aus der Kindheitsperspektive.
Ihr aktueller Film Instructions for Survival beschreibt die Lebensrealitäten, mit welchen Personen konfrontiert sind, die abseits der Heteronormativität leben. Ugrekhelidze gewann mit diesem Film die Auszeichnung des 35. Teddy Award Jury Award, des queeren Filmpreises der Internationalen Filmfestspiele Berlin.

## Auszeichnungen (Auswahl)
- 2017: Best Young Director für Summer Story, Festival Corto 2017
- 2017: Auszeichnung Semi-Finalist für Summer Story, Student Academy Award
- 2019: Stipendium des Mediengründerzentrums NRW 2018, Köln
- 2019: JURY AWARD for Armed Lullaby, 57. Ann Arbour Film Festival
- 2019: Special Mention PRIX INTERCULTUREL für Armed Lullaby, International Filmschoolfest Munich
- 2020: ECFA Short Award for Armed Lullaby, Int’l Women’s Film Festival
- 2021: Gewinner Teddy Award Jury Award für Instructions for Survival
- 2021: Gewinner Compass Award für Instructions for Survival, 70. Berlinale
- 2021: Best Documentary für Instructions for Survival, Ann Arbour Film Festival
- 2022: Diversity and Human Rights Award, Zinegoak 2022
- 2022: Best Documentary Feature, Zinegoak 2022
- 2022: Best Director, 23th Seoul International Women’s Festival
- 2022: Prix du jury Pass Culture, Écrans mixtes Queer Film Festival
- 2023: Best Documentary Feature Award, Cinhomo – LGBTIQ+ film festival

## Filmografie
- 2017: Summer Story; Animation
- 2019: Armed Lullaby, Ein Kriegswiegenlied; Animation
- 2021: Instructions for Survival; Dokumentarfilm
- 2023: Five Spikelets Law, Das Fünf Ähren Gesetz, Закон П'ять колосків; Animation